# Episodi di Wolff, un poliziotto a Berlino (undicesima stagione)
Gli episodi dell'undicesima serie di "Wolff, un poliziotto a Berlino" sono stati trasmessi per la prima volta in Germania, tra il 22 gennaio e il 2 aprile 2002. In Italia, sono stati trasmessi, in prima visione, su Raidue, tra il 26 giugno e l'8 luglio 2008. L'episodio "Un taxi per la luna" è andato in onda, in prima visione, il 18 novembre 2008.
| nº     | Titolo originale          | Titolo italiano           | Prima TV Germania | Prima TV Italia         |
| ------ | ------------------------- | ------------------------- | ----------------- | ----------------------- |
| 1-134  | Der Fall Kramer           | Il caso Kramer            | 22 gennaio 2003   | 26 giugno 2008 - 14,40  |
| 2-135  | Die Venusfalle            | Senza alibi               | 29 gennaio 2003   | 27 giugno 2008 - 14,40  |
| 3-136  | Tot oder lebendig         | Purché non abbia sofferto | 5 febbraio 2003   | 30 giugno 2008 - 14,00  |
| 4-137  | Taxi zum Mond             | Un taxi per la luna       | 12 febbraio 2003  | 18 novembre 2008 - 1,25 |
| 5-138  | Aus Fehlern wird man klug | Un conto in sospeso       | 19 febbraio 2003  | 1 luglio 2008 - 14,00   |
| 6-139  | Au pair                   | La ragazza alla pari      | 26 febbraio 2003  |                         |
| 7-140  | Im Zwielicht              | Un ostaggio particolare   | 5 marzo 2003      | 2 luglio 2008 - 14,00   |
| 8-141  | Die Montagsgruppe         | Terapia di gruppo         | 12 marzo 2003     | 3 luglio 2008 - 14,00   |
| 9-142  | Der Dritte Mann           | Il terzo uomo             | 19 marzo 2003     | 4 luglio 2008 - 14,00   |
| 10-143 | Die Mumie                 | La mummia                 | 26 marzo 2003     | 7 luglio 2008 - 14,00   |
| 11-144 | Heiße Suppe               | Rifiuti tossici           | 2 aprile 2003     | 8 luglio 2008 - 14,00   |